# Voie express n°1 - Route du Normandie
La Voie express n°1 (E1)-Route du Normandie, plus connue sous le nom de Voie de dégagement, est une voie rapide située en Nouvelle-Calédonie. Route provinciale, elle dessert l'ouest et le nord de Nouméa, avec un bref passage dans la banlieue à Koutio dans la commune de Dumbéa. Elle part du nord du centre-ville au carrefour (ancien rond-point) du général Patch, autrefois mieux connu sous le nom de rond-point du Pacifique, et elle aboutit à l'échangeur du Normandie, également appelé pont du Normandie. Elle est continuée ensuite par la route provinciale du Sud qui dessert le Mont-Dore (la seule artère principale à le faire jusqu'à la construction de la Voie de Dégagement Est).      

## Historique
Projet lancé en 1967, les travaux commencèrent en 1968 pour une mise en service en 1969. Elle suit alors l'ancien tracé de la voie ferrée du « petit train de la mine », qui a relié Nouméa à Païta de 1914 à 1939, et sert à désengorger certaines rues du nord et de l'ouest du chef-lieu devenue inadaptée à un trafic automobile de plus en plus important.    
À l'origine route territoriale, le passage au statut des Accords de Matignon et donc à la création des Provinces en fait donc une route provinciale par une délibération du 15 novembre 1989 et elle prend son nom officiel actuel par décision de l'Assemblée de la Province Sud du 8 juin 1990. 

## Dénomination
Officiellement appelée voie express n° 1 - Route provinciale du Normandie (E1), ce nom est toutefois très peu utilisé, voire pratiquement inconnu, par les Nouméens qui la désignent généralement sous le nom de Voie de dégagement. Le terme de Voie de dégagement ouest (VDO) est utilisé pour désigner tout à la fois les Voies express 1 (entre le rond-point du Pacifique et l'échangeur de la Savexpress) et 2, par opposition à la Voie de Dégagement Est.

## Tracé
- Carrefour (ancien rond-point) du général Patch (du Pacifique) : carrefour stratégique entre les avenues du port (rue Jules Ferry et Gallieni), celles du centre-ville (rues d'Austerlitz et Georges Clemenceau) et l'artère centrale de la vallée du Tir (rue Édouard Unger).
- Rond-point Berthelot (dit de Doniambo, de Mageco ou encore de la SLN) : seul passage à 50 km/h de la voie de dégagement qui y croise la rue Berthelot qui part à l'ouest vers Doniambo (résidences des employés de l'usine métallurgique de la Société Le Nickel SLN et débarcadères des minéraliers) et à l'est vers la vallée du Tir.
- Échangeur Ducos-Montravel : l'un des plus importants, sinon le plus important, de la voie de dégagement, l'une des portes d'accès de la zone industrielle de Ducos (par le pont de la route de la Baie des Dames puis le rond-point de Papeete), mais aussi du rond-point de Montravel, voisin de la gare routière, où se croisent notamment la rue Édouard Unger venant de la Vallée du Tir et qui se transforme ensuite en la rue Jacques Iekawé, artère importante desservant la plupart des quartiers Nord du chef-lieu, et la rue du docteur Collard, colonne vertébrale du quartier de Montravel.
- Échangeur de l'Impérial : couplé au rond-point de l'Impérial, à partir duquel les tracés de la voie de dégagement (qui continue vers le nord) et de la rue Jacques Iekawé (qui continue vers le nord-est) cessent de se suivre.
- Bretelle VDO-Chalier : rallie la rue Jean Chalier qui dessert une petite zone industrielle comprenant notamment un concessionnaire automobile avant de rejoindre ensuite la rue Jacques Iekawé.
- Échangeur Bonaparte : dessert à nouveau par un pont (la bretelle Forest-Auer) la Z.I. Ducos, mais aussi le quartier de Rivière-Salée par le rond-point Bonaparte. De ce dernier part également la rue André de Béchade (ou bretelle Rabot-Bonaparte) qui rejoint le rond-point Rabot (dit de La Belle-vie) et donc de là la Voie de Dégagement Est (VDE), voie rapide à péage partant vers le Mont-Dore.
- Échangeur de Ko We Kara (ou de l'Étrier) : ouvert en octobre 2013, il permet, par deux ronds-points répartis de manière symétrique de part et d'autre de la voie, de créer une entrée et sortie supplémentaire à la zone industrielle de Ducos par la rue Ampère au nord. Au début de l'année 2014, le rond-point de l'Étrier, situé à l'est de l'échangeur, doit être raccordé à la rue Eugène Levesque et donc permettre une desserte par l'échangeur du quartier de Rivière-Salée.
- Échangeur de la Savexpress : point de départ, vers le nord, de la Voie express n°2 - Route du Nord, plus connue localement sous le nom de voie express ou de Savexpress, autre voie rapide desservant, après un péage, les banlieues nouméennes situées sur les communes de Dumbéa et de Païta. La voie express 1 continue quant-à-elle sa route vers l'est en longeant notamment le centre commercial Kenu-in et donc l'hypermarché Carrefour.
- Échangeur du Normandie : la voie de dégagement y rejoint la rue Jacques-Iekawé, qui continue vers le nord pour sortir de Nouméa et rejoindre ainsi à Dumbéa la route territoriale 1 (RT1), ancienne route principale reliant Nouméa à Païta avant l'ouverture de la Savexpress. La voie express 1 s'y transforme sinon vers le Mont-Dore en la route provinciale du Sud.

## Trafic et circulation
Axe de communication principal entre le centre-ville et la banlieue nouméenne, la voie de dégagement est l'un des axes routiers les plus empruntés du Grand Nouméa, voire de Nouvelle-Calédonie, causant d'importants embouteillages aux heures de pointes. Les deux ronds points du général Patch (ou du Pacifique) et Berthelot (ou de Doniambo) y constituent les principaux goulets d'étranglement. Il faut ainsi, aux heures de pointe, au moins une demi-heure pour parcourir les quelque 8 km qui séparent Koutio du centre-ville. 
Pour y remédier, l'idée d'une voie rapide qui relierait la voie de dégagement à la vallée des Colons en passant par la vallée du Tir et les abords de la route stratégique, a été avancé depuis 2002. Ce projet, baptisé « Tangentielle Est », n'a pas encore été concrétisé aujourd'hui même si plusieurs aménagements réalisés depuis peuvent être considérés comme des prémices à son élaboration, comme le rond-point des deux vallées au carrefour entre la route des deux vallées (reliant déjà la vallée du tir à la vallée des colons) et la route stratégique et la future transformation de ces axes en des 2x2 voies. 
Également afin de répondre à ce problème de l'engorgement de la Voie de dégagement, des feux de circulation ont été installés sur le rond-point du Pacifique et mis en service depuis le 18 février 2008. 
Toutefois, le rond-point Berthelot (ou Mageco, ou de Doniambo) reste un problème majeur pour la circulation, les comptages réalisés par les services de la circulation faisant état d'un trafic pouvant monter jusqu'à 2 950 véhicules passant par heure au niveau de ce carrefour giratoire au moment de la sortie des bureaux (16h30 - 18h30) dans le sens Nouméa - extérieur, soit seulement 50 véhicules de moins que le seuil de la paralysie complète estimé à quelque 3 000 véhicules par heure. Pour l'instant, aucun projet concret n'a été engagé pour remédier à cette situation, si ce n'est établir des horaires de fermeture des axes provenant de la Vallée du Tyr et des lotissements de la SLN (soit les axes transversaux coupant la voie de dégagement au niveau du rond-point) aux heures de pointe. Néanmoins, de plus en plus de spécialistes de la circulation urbaine ainsi que de dirigeants politiques de la ville ou de la province envisagent l'idée de transformer ce carrefour en un échangeur, en conservant le rond-point pour ceux désirant se répartir dans les quartiers limitrophes mais en y rajoutant un autopont pour les véhicules continuant sur la voie rapide. Il s'agit toutefois d'un projet relativement cher, estimé entre 800 millions et 1 milliard de Francs pacifique (soit entre 6,7 et 8,38 millions d'euros), et qui pose en plus la question de la gestion de la circulation durant les travaux. 
La vitesse y est limitée à 70 km/h du rond-point du Pacifique jusqu'aux environs de l'échangeur Bonaparte, puis à 80 km/h de ce dernier jusqu'à l'échangeur de la Savexpress puis de nouveau à 70 km/h.